# Beaumont-en-Argonne
Beaumont-en-Argonne è un comune francese di 467 abitanti situato nel dipartimento delle Ardenne nella regione del Grand Est.

## Società

### Evoluzione demografica
Abitanti censiti